# 't Strandje
't Strandje is een klein strand aan de kust voor de Zeedijk van Nieuw-Nickerie in Suriname
Het strand werd in 2024 geopend voor het publiek. Naast dit strand is er in Nickerie nog het Corantijnstrand meer westelijk aan de Corantijnrivier.